# Pucciniaceae
Pucciniaceae é uma família de fungos Basidiomycota que são fitopatogénicos em várias plantas. A família contém 20 géneros e mais de 4 900 espécies, na sua maior parte conhecidas como ferrugens.

## Géneros
| - Chrysella - Chrysocyclus - Chrysopsora - Cleptomyces - Coleopucciniella - Corbulopsora - Cumminsiella - Cystopsora - Endophyllum - Gymnosporangium | - Kernella - Miyagia - Polioma - Puccinia - Ramakrishnania - Roestelia - Stereostratum - Uromyces - Xenostele - Zaghouania |